# Antonio García Miralles
Antonio García Miralles (Alicante, 15 de julio de 1942) es un abogado y político socialista español.